# Gerd Micheel
Gerd Micheel (* 24. Januar 1926 in Schwerin; † 11. Dezember 1996 in Rostock) war ein deutscher Schauspieler.

## Leben
Nach dem Ende des Zweiten Weltkriegs bekam Gerd Micheel 1945 ein Engagement an der Fritz-Reuter-Bühne Schwerin. Gute Kritiken erhielt er in Karl Bunjes Stück Up Düwels Schuvkar. Von 1946 bis 1948 erhielt er Schauspielunterricht bei Lucie Höflich in Schwerin. Eine erste Rolle am Mecklenburgischen Staatstheater Schwerin folgte 1949 in William Shakespeares Was ihr wollt.
Gerd Micheel wechselte anschließend an das Eduard-von-Winterstein-Theater in Annaberg-Buchholz, wo er bis 1951 als jugendlicher Held besetzt wurde. Von 1951 bis 1953 war er am Stadttheater Greiz engagiert, bevor er wieder ins Mecklenburgische Staatstheater nach Schwerin ging. Hier spielte er vorrangig Charakterrollen, wie den Marinelli in Ephraim Lessings Emilia Galotti, den Wurm in Friedrich Schillers Kabale und Liebe oder den Ferdinand in Goethes Egmont.
1960 ging Micheel an das Volkstheater Rostock. Er spielte unter anderem in Stücken von Georg Büchner, Tennessee Williams und Peter Weiss. Gerd Micheel gehörte dem Ensemble des Volkstheaters bis 1991 an und wurde 1975 mit dem Conrad-Ekhof-Ring geehrt. Von 1968 bis 1970 war er Direktor der Staatlichen Schauspielschule Rostock.
Von Gerd Micheel gibt es Aufnahmen des gesamten Werks Fritz Reuters für den Rundfunk.

## Filmografie
- 1960: Der neue Fimmel
- 1965: Terra incognita
- 1970: Der rote Reiter
- 1971: Karriere[2]
- 1979: Bi uns tu Hus – niederdeutsche Geschichten von Anno Tobak un vön hüt[3]
- 1982: Stratenmusik – niederdeutsche Komödie von Paul Schurek, Fernsehen der DDR[4]
- 1987: Sansibar oder Der letzte Grund

## Hörspiele
- 1964: K. M. Walló: Die Prinzessin mit dem goldenen Stern (Sprecher) – Regie: Renate Thormelen (Kinderhörspiel – Litera)
- 1966: Peter Weiss: Die Verfolgung und Ermordung Jean Paul Marats, dargestellt durch die Schauspielgruppe des Hospizes zu Charenton unter Anleitung des Herrn de Sade (Jean Paul Marat) – Regie: Hanns Anselm Perten (Rundfunk der DDR)
- 1967: Finnisches Märchen: Knut Spelevink (Peterman) – Regie: Christine van Santen (Kinderhörspiel – Litera)
- 1969: Harriet Beecher-Stowe: Onkel Toms Hütte (Haley, Sklavenhändler) – Regie: Dieter Scharfenberg (Kinderhörspiel – Litera)
- 1973: Schwedisches Märchen: Der verzauberte Hund (Hund) – Regie: Christine van Santen (Kinderhörspiel – Litera)
- 1973: Benno Pludra: Tambari (Der Vorsitzende, Jans Vater) – Regie: Andreas Scheinert (Kinderhörspiel – Litera)
- 1974: Kurt Batt (Manuskript): Fritz Reuter (Sprecher) – Künstlerische Beratung: Hans-Joachim Theil (Cityvox)
- 1980: Diverse: Plattdütsch gistern un hüt (Erzähler) – Regie: Jürgen Schmidt (Litera)
- 2002: Fritz Reuter: De Urgeschicht von Meckelnborg (Sprecher) – (Hörbuch – Archiv NDR 1 Radio MV/Hinstorff Verlag) 2 Audio-CDs, 1:41:04 Std., ISBN 3-356-00941-9
- 2010: Fritz Reuter: Ut mine Stromtid (Sprecher)  – (Hörbuch – Archiv NDR 1 Radio MV/Tennemann Media) 11 Audio-CDs, 12:43:14 Std., ISBN 3-941452-04-5